# 英特爾開發者論壇
英特尔信息技术峰会（IDF, Intel Developer Forum，又稱英特爾開發者論壇）是由英特爾公司每年舉辦的研發技術研討會，研討會的內容多是與英特爾公司相關的電子工程技術、電子設計技術之說明、討論。第一屆IDF於1997年舉辦。
除此之外，英特爾公司過去另有舉辦一個也是每年每地一次的技術研討會，稱為CompuDevCon（Computer Developer Conference，電腦研發者研討會），不過後來廢除，最後一次舉辦是1998年，廢除後英特爾公司將每年的英特尔信息技术峰会的次數增加，增為每年兩次，為了區分前次與後次，就有了IDF Spring（春季）與IDF Fall（秋季）之別。
雖然英特爾公司在各地都會舉辦英特尔信息技术峰会，但是每年的最先發起地點都是在美國舊金山，也就是最鄰近矽谷的城市，之後也在日本東京舉辦，稱為「IDF Spring 06 Tokyo」，意思是「2006年度春季東京英特尔信息技术峰会」，其他地區的舉辦以此類推，如IDF Fall 05 Taipei（2005年度、秋季、台北）、IDF Fall 04 Moscow（2004年度、秋季、莫斯科）等。
也因為每年最新技術的發起介紹都是以舊金山舉辦的為指標，所以若報導中寫IDF Fall/Spring 06而未註明地點時，多半是指舊金山，而其他地方舉辦則一定會註明地點。
2017年4月17日，英特尔宣布将不再举办IDF。因此次公告，原定于同年8月在旧金山举行的IDF17也已取消。

## 2006年度秋季IDF舉辦的國家、城市
- 美國/舊金山
- 捷克/布拉格
- 印度/班加羅爾
- 中華民國/台北
- 以色列/特拉維夫
- 南韓/首爾
- 中國/上海
- 烏克蘭/基輔
- 巴西/聖保羅

## 外部連結
- Intel Developer Forum （页面存档备份，存于）